# Medetera ambigua
Medetera ambigua är en tvåvingeart som först beskrevs av Zetterstedt 1843.  Medetera ambigua ingår i släktet Medetera och familjen styltflugor. Enligt den finländska rödlistan är arten nära hotad i Finland. Arten är reproducerande i Sverige. Artens livsmiljö är moskogar. Inga underarter finns listade i Catalogue of Life.